# Пагани
Пагани (итал. Pagani) — город в Италии, располагается в регионе Кампания, в провинции Салерно.
Население составляет 34 775 человек (на 2004 г.), плотность населения составляет 2689 чел./км². Занимает площадь 12 км². Почтовый индекс — 84016. Телефонный код — 081.
Покровителем населённого пункта считается Святой Альфонсо Лигуори. Праздник ежегодно празднуется 1 августа.